# The Medusa Touch
The Medusa Touch is een Brits-Franse film van Jack Gold die uitgebracht werd in 1978. 
Het scenario is gebaseerd op de gelijknamige roman (1973) van Peter van Greenaway.

## Verhaal
Brunel is een Franse politie-inspecteur die tijdelijk is toegewezen aan Scotland Yard. Hij wordt belast met het onderzoek naar de moord op schrijver John Morlar. Brunel ontdekt dat Morlar nog in leven is. Morlar werd door een indringer zo ernstig geraakt aan het hoofd dat hij in coma is geraakt. Hij wordt naar het ziekenhuis overgebracht. 
Dankzij Morlars dagboek en met de hulp van dokter Zonfeld, Morlars psychiater, slaagt Brunel erin Morlars verleden te reconstrueren. Via flashbacks blijkt dat Morlar over bovennatuurlijke krachten beschikt: alleen al door aan iemand te denken kan hij hem ombrengen. Zo kwamen alle personen die hem niet aanstonden of die hem kwaad hadden gedaan plotseling en in mysterieuze omstandigheden om het leven. Brunel komt tot de ontdekking dat Morlar een psychopaat is die walgt van de wereld en zijn medemensen. Hij achterhaalt dat Morlars telekinetische gaven ook twee recente vliegcatastrofes hebben veroorzaakt.
Ondanks zijn comateuze toestand is de demonische Morlar van plan opnieuw een drama te ontketenen: Westminster Abbey doen instorten wanneer de koningin er een ceremonie bijwoont.   

## Rolverdeling
| Acteur                   | Personage                 |
| ------------------------ | ------------------------- |
| Richard Burton           | John Morlar               |
| Lino Ventura             | inspecteur Brunel         |
| Lee Remick               | psychiater dokter Zonfeld |
| Harry Andrews            | de assistent-commissaris  |
| Alan Badel               | Barrister                 |
| Marie-Christine Barrault | Patricia Morlar           |
| Jeremy Brett             | Edward Parrish            |
| Michael Hordern          | Atropos, de waarzegger    |
| Gordon Jackson           | dokter Johnson            |
| Derek Jacobi             | Townley, de uitgever      |